# Tereza Master
Tereza Master (sinh ngày 21 tháng 9 năm 1988) là một vận động viên chạy đường dài Malawi chuyên chạy marathon. Cô đã tham gia cuộc thi marathon nữ tại Thế vận hội Mùa hè 2016, nơi cô đã hoàn thành ở vị trí thứ 98 với thời gian 2:48:34, một kỷ lục quốc gia.